# Xã Third River, Quận Itasca, Minnesota
Xã Third River (tiếng Anh: Third River Township) là một xã thuộc quận Itasca, tiểu bang Minnesota, Hoa Kỳ. Năm 2010, dân số của xã này là 50 người.